# The Star of India
The Star of India è un film muto del 1913 diretto da Herbert Blaché.

## Trama
Mentre visita il palazzo di un Rajah, il capitano Kenneth, l'addetto militare britannico, vede una statua di Buddha che ha incastonato un prezioso diamante, la "Stella dell'India". Kenneth viene preso dall'ossessione di mettere le mani sulla pietra; scopre, altresì, che nessuno di quelli che vedono la Stella può sottrarsi allo stesso destino. Indifferente alle conseguenze del suo gesto, tenta di rubarla, ma resta ucciso nel tentativo.
La gemma entra in possesso di Richard Dare che la porta negli Stati Uniti, seguito da un servitore indù. L'indiano vuole rubare il diamante e per questo si mette in combutta con Carrick, un rivale di Dare, cui lui vuole soffiare la fidanzata. Dopo una lotta cruenta, gli scagnozzi dei due vengono sconfitti. Dare ritorna in India a rimettere al suo posto nel tempio di Buddha la Stella.

## Produzione
Il film fu prodotto dalla Blaché Features Inc.

## Distribuzione
Il copyright del film, richiesto dalla Blaché Features, Inc., fu registrato il 22 novembre 1913 con il numero LP1671.
Il film - un mediometraggio in quattro bobine - uscì nelle sale cinematografiche statunitensi il 17 novembre 1913.